# Odd S. Lovoll
Odd Sverre Lovoll (Sande, 6 de octubre de 1934) es un historiador, educador y escritor noruego-estadounidense.

## Primeros años y educación
Lovoll nació en Sande, provincia de Møre og Romsdal, Noruega. Emigró a Estados Unidos en 1946, y se nacionalizó estadounidense. Fue educado en ambos países, aprobando exámenes en la Universidad de Bergen en 1961 y en la Universidad de Oslo entre 1966 y 1967. En 1969 obtuvo master of arts en la Universidad de Dakota del Norte, y en 1973 obtuvo un doctorado en la Universidad de Minnesota.

## Carrera
Entre 1967 y 1970, fue docente en la Universidad de Minnesota. Durante treinta años, trabajó en el St. Olaf College, en la cátedra Estudios Escandinavos-Estadounidenses Rey Olaf V, hasta su retiro en 2000. Posteriormente, fue profesor de tiempo parcial de Historia en la Universidad de Oslo. De 1980 hasta 2001, ejerció como editor de publicación para la Asociación Histórica Noruega-Estadounidense. Bajo ese cargo, editó y supervisó  la publicación artículos principalmente relacionados con la inmigración noruega-estadounidense y escandinavos-estadounidenses. Estas investigaciones han sido publicadas tanto en Noruega como en Estados Unidos.

## Vida privada
En 1958, Lovoll contrajo matrimonio con Else Navekvien. Tuvieron dos hijos: Audrey (1960-) y Ronald (1963-). Audrey  tuvo dos hijos, y Ronald tuvo tres, quienes han sido mencionados en las páginas de dedicación en las obras de Lovoll. En 1986, fue condecorado por el rey Olaf V, con la Cruz de Caballero Primera Clase de la Orden del Mérito Real Noruego. En 1989, fue admitido como miembro de la Academia Noruega de Ciencias y Letras. En 2001, fue incluido en el Salón de la Fama de Escandinavia, durante el Norsk Høstfest, el mayor festival de cultura escandinava de Estados Unidos.

## Principales obras
- A Folk Epic: The Bygdelag in America (Una epopeya popular: Los bygdelag en Estados Unidos) (1975)
- The Promise of America: a History of the Norwegian-American people (La promesa de América: Historia de la población noruego-estadounidense) (1983)
- A Century of Urban Life: the Norwegians in Chicago before 1930 (Un siglo de vida urbana: Los noruegos en Chicago hasta 1930) (1988)
- The Promise Fulfilled: a Portrait of Norwegian Americans today (La promesa cumplida: Retrato de los noruego-estadounidenses en la actualidad) (1998)
- Norwegians on the Prairie: Ethnicity and the Development of the Country Town (Noruegos en la pradera: Etnicidad y desarrollo de la población rural) (2006)
- Norwegian newspapers in America: connecting Norway and the new land (Periódicos noruegos en Estados Unidos: Conectando Noruega y la nueva tierra)  (2010)
- Across the deep blue sea: the saga of early Norwegian immigrants (Cruzando el profundo mar azul: La saga de los primeros inmigrantes noruegos) (2015)
- Two Homelands: A Historian Considers His Life and Work (Dos patrias: Un historiador considera su vida y su obra) (2018)